# Grzegorz Boczkaj
Grzegorz Boczkaj – polski chemik, dr hab. inż. nauk technicznych, specjalizujący się w technologii i inżynierii chemicznej, inżynierii środowiska, technikach rozdzielania oraz analityce chemicznej. Profesor uczelni w Katedrze Inżynierii Sanitarnej Wydziału Inżynierii Lądowej i Środowiska Politechniki Gdańskiej.

## Osiągnięcia
W 2023 znalazł się na liście najczęściej cytowanych naukowców na świecie – Highly Cited Researchers Top 1% (Clarivate), będąc  jednym z  sześciu naukowców reprezentujących polskie instytucje naukowe, którzy zostali uwzględnieni w tym zestawieniu światowej czołówki badaczy.
Współautor ponad 200 publikacji naukowych.